# Sarcophilus
Sarcophilus este un gen de mamifere marsupiale din ordinul Dasyuromorphia și familia Dasyuridae.
În trecut, a fost clasificată și a patra specie, Sarcophilus prior De Vis , 1883 , dar analiza rămășițelor osoase aparținând acestei specii a demonstrat afinitatea sa mai mare față de vombatidi (și în special de genul Vombatus ) față de dasiuridi în general.
Dintre cele trei specii rămase, două (S. și S. laniarius moornaensis) sunt cunoscute pe baza resturilor fosile găsite în Australia continentală, unde au trăit în timpul Pleistocenului , în timp ce un (S. harrisii), care a trăit și odată în Australia continentală, trăiește încă, limitat la Tasmania .
Actualul diavol orsino este mai mic decât speciile congenere dispărute (Sarcophilus laniarius cântărea cu până la 10 kg mai mult). Nu există încă relații de rudenie clare între cele trei specii: în timp ce majoritatea comunității științifice consideră că aceasta este o specie diferită care a trebuit să coexiste în timpul Pleistocenului, unii cercetători cred că harrisii S. și S. laniarius sunt doar două populații de diferite dimensiuni ale aceleiași specii (până la punctul în care unii clasifică S. harrisii ca subspecii ale lui S. laniarius, cu numele de Sarcophilus laniarius harrisii).